# Mikko Hirvonen
Mikko Hirvonen (ur. 31 lipca 1980 w Kannonkoski) – fiński kierowca rajdowy. W sezonie 2012 był członkiem zespołu Citroën Total World Rally Team i startował w Rajdowych Mistrzostwach Świata samochodem Citroën DS3 WRC. Jego pilotem był rodak Jarmo Lehtinen. Jest czterokrotnym wicemistrzem świata WRC w latach 2008, 2009, 2011 i 2012, przegrywając z Francuzem Sebastienem Loebem.
Swoją karierę rajdową Hirvonen rozpoczął w 1998 roku za kierownicą Opla Kadetta GSi. W 2002 roku zadebiutował w Rajdowych Mistrzostwach Świata jadąc samochodem Renault Clio S1600. W debiucie zajął 21. miejsce w Rajdzie Finlandii. W 2003 roku został członkiem fabrycznego zespołu Forda, a w 2004 roku jeździł w Mistrzostwach Świata w zespole 555 Subaru World Rally Team samochodem Subaru Impreza WRC. W 2006 roku ponownie stał się fabrycznym kierowcą Forda. W tym samym roku odniósł swoje pierwsze zwycięstwo w karierze – zwyciężył wówczas w Rajdzie Australii. W latach 2006–2007 zajmował 3. pozycję w klasyfikacji generalnej Mistrzostw Świata. W latach 2008, 2009, 2011 oraz 2012 zostawał Wicemistrzem Świata.

## Kariera

### Początki
Pierwszą styczność z samochodem Hirvonen miał już w wieku 5 lat, gdy ojciec Juhani uczył go jeździć sadzając na swoich kolanach. Później młody Mikko rozpoczął jazdy autem ojca na zamarzniętym jeziorze, znajdującym się niedaleko domu Hirvonenów. Kariera rajdowa Mikko Hirvonena rozpoczęła się w 1998 roku. Zakupił on wówczas Opla Kadetta z 2-litrowym silnikiem. Pilotowany przez kuzyna wystartował w Rajdzie Laihia. Pomimo dwukrotnego opuszczenia trasy, kary czasowej oraz problemów z przełożeniami 18-letni wówczas Hirvonen ukończył rajd.
Przez kolejne dwa lata Hirvonen był pilotowany przez siostrę. W 2000 roku wystartował w serii juniorskich rajdowych mistrzostw Finlandii. Startował wówczas w grupie N samochodem Opel Astra GSi 16V i na koniec mistrzostw zajął 7. pozycję na 20 startujących. W 2001 roku pilotem Hirvonena została Sirpa Jokinen, żona innego fińskiego pilota rajdowego, Kariego Jokinena. Załoga wystartowała w pełnym cyklu mistrzostw Finlandii w grupie N. Do ostatniego rajdu Hirvonen był liderem klasyfikacji, jednak rozbił w nim swój samochód i ostatecznie wywalczył wicemistrzostwo kraju. Pod koniec roku wystartował Nissanem Sunny GTi w swoim pierwszym zagranicznym rajdzie, włoskim Prealpi Trevigiane Asfaltto, w którym zajął 7. miejsce.

### 2002–2005
W 2002 roku Hirvonen nawiązał współpracę z Timo Jouhkim, rajdowym menedżerem fińskim, współpracującym z takimi kierowcami jak Juha Kankkunen, Tommi Mäkinen, Toni Gardemeister, czy później Jari-Matti Latvala. Przez cały rok 2002 zawodnik wystąpił w ponad 20 rajdach, w tym także w pełnym cyklu mistrzostw Finlandii, będąc pilotowanym przez Miikę Anttilę. Startując samochodem Volkswagen Golf IV KitCar wywalczył mistrzostwo kraju w grupie F2. Hirvonen brał także udział w Pucharze Subaru we Włoszech. W sierpniu tamtego roku jadąc Renaultem Clio S1600 zadebiutował w Rajdowych Mistrzostwach Świata. W debiucie zajął 21. miejsce. W tym samym roku wystąpił także we dwóch innych rajdach WRC – Rajdzie San Remo i Rajdzie Wielkiej Brytanii. Rajdu San Remo nie ukończył z powodu spóźnienia. Natomiast w Rajdzie Wielkiej Brytanii po raz pierwszy pojechał samochodem klasy WRC, ale nie ukończył go z powodu kłopotów z mechaniką.

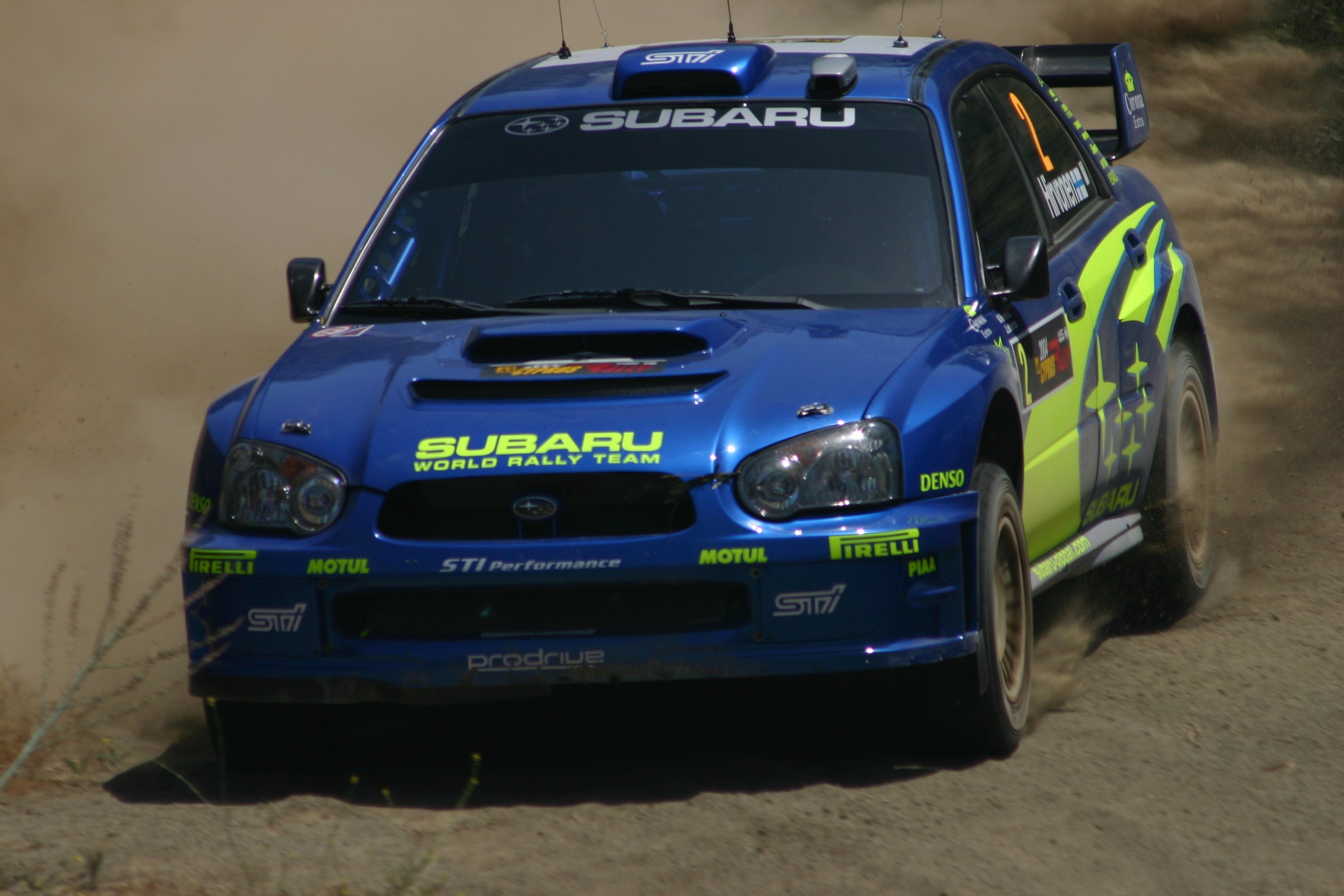
Mikko Hirvonen w Subaru Imprezie WRC w 2004 roku podczas Rajdu Cypru

Na początku 2003 roku Hirvonen podpisał kontrakt z fabryczną ekipą Forda i stał się trzecim kierowcą zespołu obok Estończyka Markko Märtina i Belga François Duvala. Pilotem Hirvonena został Jarmo Lehtinen, który jechał już z kierowcą w Rajdzie Wielkiej Brytanii w 2002 roku. Debiut w zespole Forda nie był dla Hirvonena udany, gdyż w Rajdzie Monte Carlo jechał do 9. odcinka specjalnego, na którym uległ wypadkowi i zakończył udział w rajdzie. Fin wystartował we wszystkich 14 rajdach Mistrzostw Świata, jednak albo nie kończył ich (tak jak: Rajdu Turcji, Rajdu Grecji, Rajdu Finlandii, Rajdu San Remo i Rajdu Wielkiej Brytanii), albo zajmował niepunktowane pozycje. Wyjątek stanowił Rajd Cypru, w którym Hirvonen zajął 6. miejsce, najwyższe w dotychczasowej karierze, dzięki czemu zdobył pierwsze 3 punkty w klasyfikacji generalnej Mistrzostw Świata w karierze.

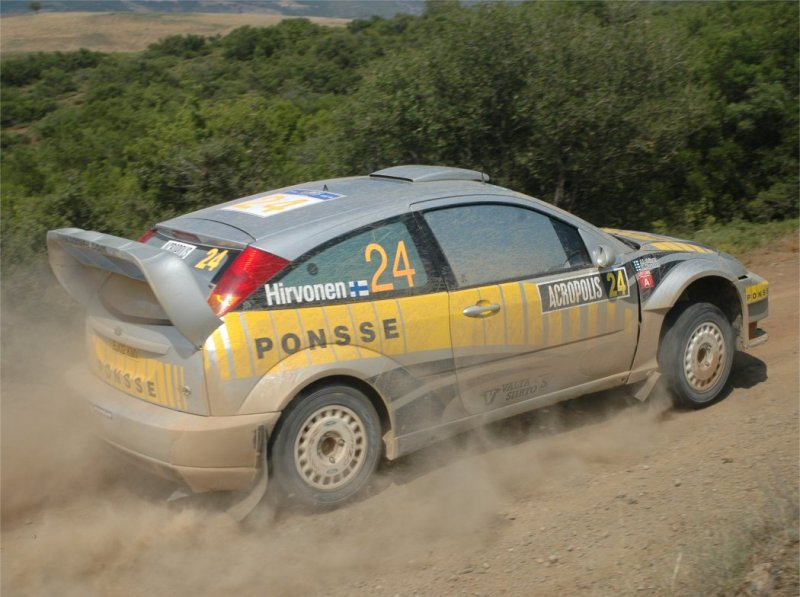
Mikko Hirvonen w prywatnym Fordzie Focusie WRC podczas Rajdu Grecji w 2005 roku

Pod koniec 2003 roku Hirvonen zmienił zespół i 15 grudnia wraz z pilotem Lehtinenem podpisał kontrakt z fabryczną ekipą Subaru, 555 Subaru World Rally Team. W sezonie 2004 miał zastąpić rodaka Tommiego Mäkinena kończącego karierę i stał się drugim kierowcą zespołu obok Norwega Pettera Solberga. Swój debiut w Subaru zaliczył w styczniu 2004 roku w Rajdzie Monte Carlo. Jednak, podobnie jak rok wcześniej, nie ukończył go na 9. odcinku specjalnym z powodu wypadku i uszkodzeń auta. Kończąc Rajd Meksyku na 5. pozycji zdobył swoje pierwsze punkty jako kierowca Subaru. Natomiast w Rajdzie Argentyny był 4. za Carlosem Sainzem, Sébastienem Loebem i François Duvalem, osiągając swój najlepszy wynik w sezonie, jak i w karierze. W sezonie 2004 powtórzył go jeszcze w ostatnim rajdzie sezonu, Rajdzie Australii. Ogółem w sezonie wystartował w 16 rajdach, w których zdobył 29 punktów i zajął 7. pozycję. Zespół Subaru nie przedłużył z nim jednak kontraktu na sezon 2005.
W sezonie 2005 Hirvonen wystąpił łącznie w 6 rajdach Mistrzostw Świata. W trzech pierwszych z nich: Rajdzie Szwecji (nie ukończył z powodu awarii układu elektrycznego), Rajdzie Sardynii (wypadek) i Rajdzie Grecji (5. miejsce) startował prywatnym Fordem Focusem WRC. W Rajdzie Finlandii, w którym zajął 5. pozycję, pojechał Focusem z fabrycznego teamu BP Ford World Rally Team, a w Rajdzie Japonii (nie ukończył go z powodu wypadku) – fabryczną Škodą Fabią WRC. Natomiast w swoim szóstym i ostatnim starcie sezonu – Rajdzie Katalonii – ponownie wystartował prywatnym Focusem WRC i zajął 3. pozycję. Stał się pierwszym od 2001 roku kierowcą w Mistrzostwach Świata, który jadąc prywatnym samochodem był liderem rajdu. Sezon zakończył z 14 zdobytymi punktami i 10. pozycją w klasyfikacji generalnej MŚ.

### 2006–2007

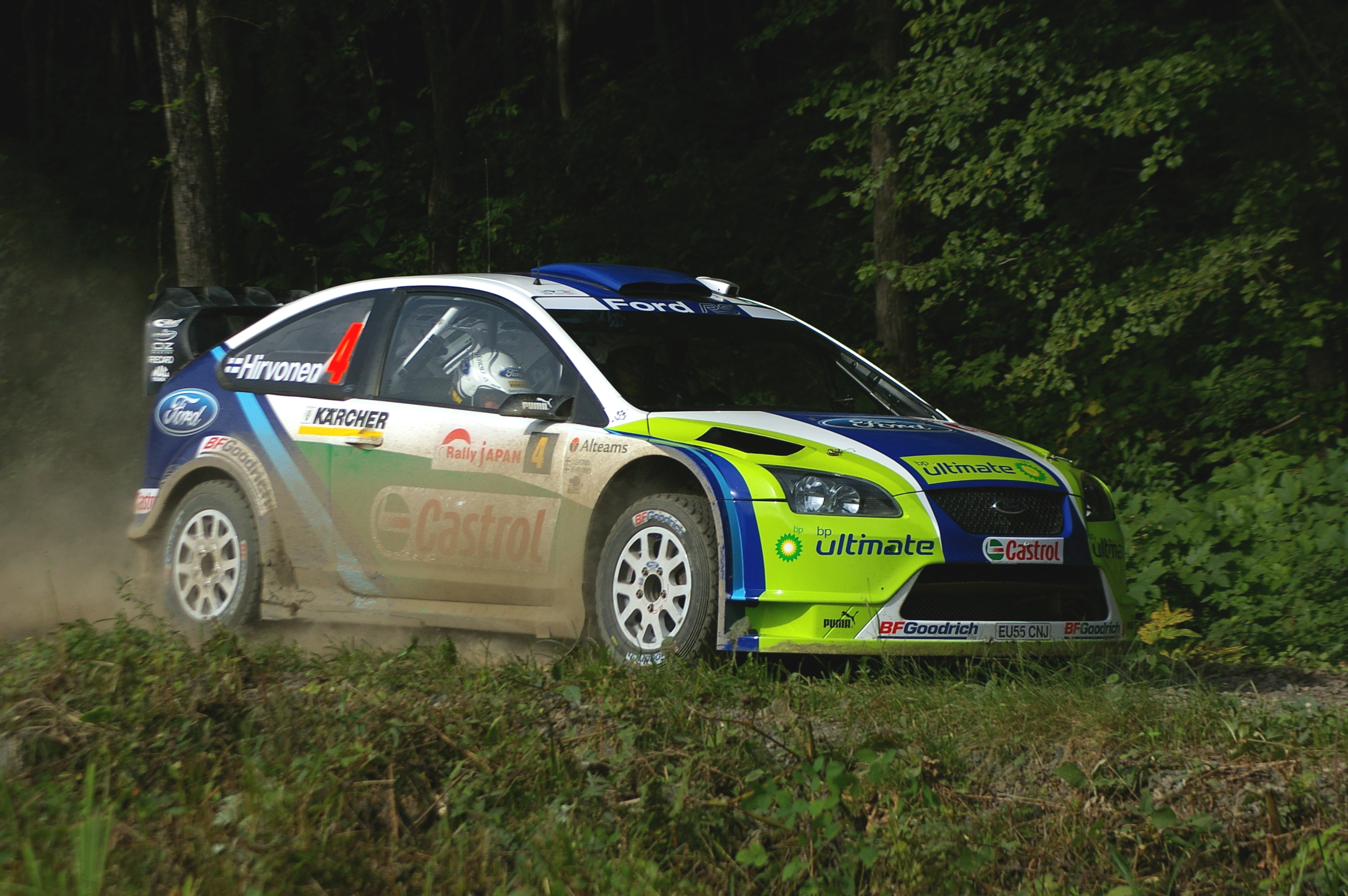
Hirvonen w Fordzie Focusie WRC w Rajdzie Japonii w 2006 roku

Dobry wynik osiągnięty w Rajdzie Katalonii w 2005 roku spowodował zainteresowanie Hirvonenem przez zespół BP Ford World Rally Team. Ostatecznie jeszcze w listopadzie tamtego roku Fin podpisał trzyletni kontrakt wracając tym samym do fabrycznego zespołu Forda. Został drugim kierowcą Forda obok rodaka Marcusa Grönholma, a zawodnicy otrzymali nowy model Forda Focusa WRC. Pierwsze cztery rajdy Mistrzostw Świata 2006 nie były dla Hirvonena udane, gdyż zdobył w nich jedynie 2 punkty za zajęcie 7. miejsca w styczniowym Rajdzie Monte Carlo. Sytuacja zmieniła się po Rajdzie Korsyki, w którym Hirvonen był czwarty. W Rajdzie Sardynii zajął 2. pozycję za Sébastienem Loebem, a w Rajdzie Grecji – 3. Od sierpniowego Rajdu Finlandii do listopadowego Rajdu Nowej Zelandii sześciokrotnie z rzędu stawał na podium. W Rajdzie Finlandii, Rajdzie Japonii i Rajdzie Cypru był trzeci, a w Rajdzie Turcji i Rajdzie Nowej Zelandii – drugi. Największy sukces w sezonie odniósł jednak w Rajdzie Australii, który wygrał plasując się przed Norwegiem Petterem Solbergiem oraz Austriakiem Manfredem Stohlem. W klasyfikacji generalnej Mistrzostw Świata zajął 3. pozycję za Grönholmem i Loebem. Wraz z tym pierwszym przyczynił się do wywalczenia przez zespół Forda tytułu fabrycznego mistrza świata.
Sezon 2007 Hirvonen rozpoczął od zajęcia 5. miejsca w 75. Rajdzie Monte Carlo, a także 3. miejsca w Rajdzie Szwecji. Natomiast w lutowym Rajdzie Norwegii prowadził od pierwszego do ostatniego odcinka specjalnego odnosząc tym samym swoje drugie zwycięstwo w karierze i stając na podium przed Marcusem Grönholmem oraz Norwegiem Henningiem Solbergiem. W sezonie 2007 trzykrotne zajmował 3. miejsca: w Rajdzie Argentyny, Niemiec oraz Nowej Zelandii, a także dwukrotnie był drugi: w Rajdzie Sardynii i Finlandii. Z kolei zarówno w Rajdzie Japonii, jak i ostatnim rajdzie sezonu, Rajdzie Wielkiej Brytanii stawał na najwyższym stopniu podium. Podobnie jak w 2006 roku, zajął 3. miejsce w klasyfikacji generalnej za Grönholmem i Loebem oraz wspomógł Forda w wywalczeniu mistrzowskiego tytułu w klasyfikacji zespołów fabrycznych.

### 2008–2009

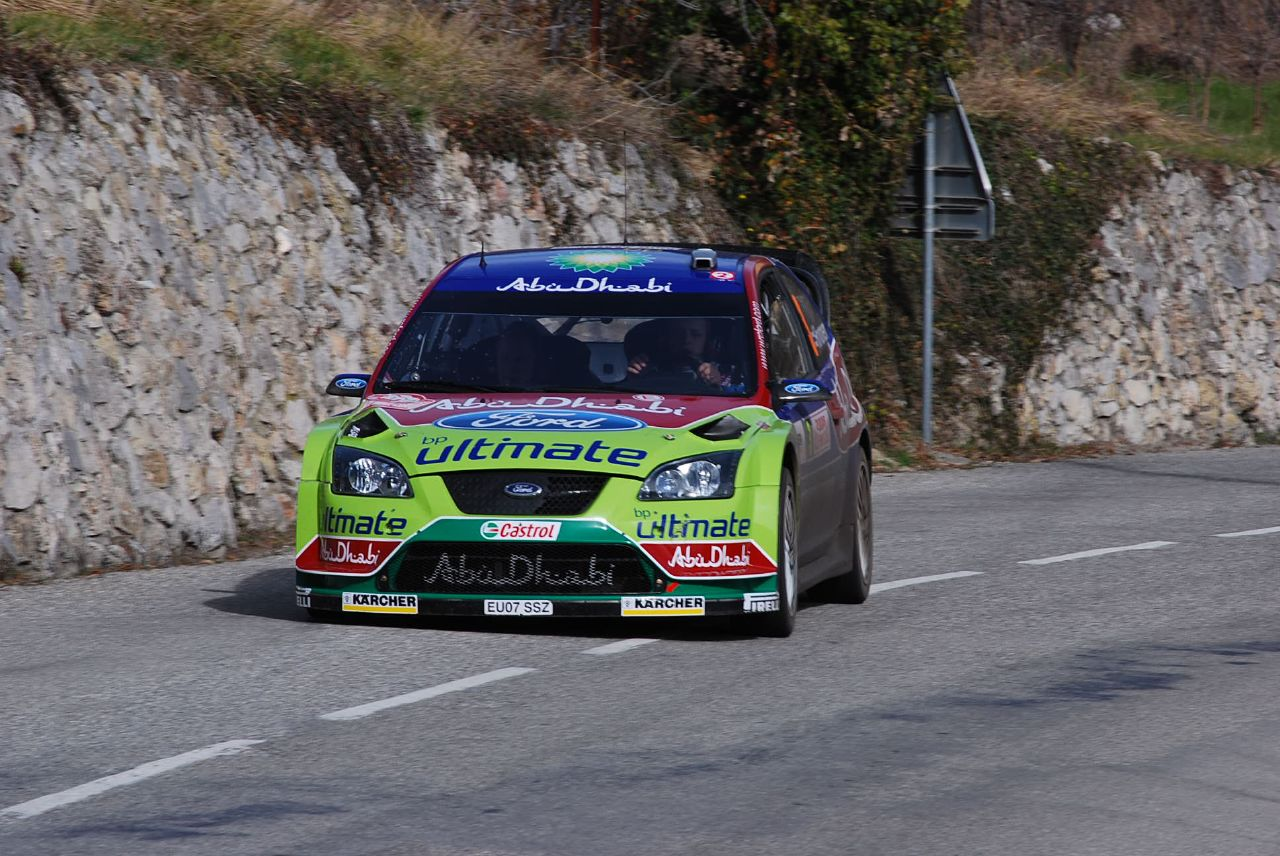
Mikko Hirvonen podczas Rajdu Monte Carlo 2008

17 grudnia 2007 roku Hirvonen został oficjalnie ogłoszony pierwszym kierowcą teamu BP Ford Abu Dhabi World Rally Team na sezon 2008 po tym, jak karierę sportową zakończył jego rodak Marcus Grönholm. Z kolei drugim kierowcą zespołu Forda obok Hirvonena został mianowany inny Fin, Jari-Matti Latvala. Sezon 2008 Hirvonen rozpoczął od zajęcia 2. miejsca w Rajdzie Monte Carlo za mistrzem świata Sébastienem Loebem, co było głównym celem postawionym przez samego kierowcę oraz zespół Forda. Przed rozpoczęciem Rajdu Szwecji Hirvonen był uważany za głównego faworyta do zwycięstwa, jednak ostatecznie ukończył tę imprezę na 2. pozycji za Latvalą. W Rajdzie Meksyku z powodu przebicia opony zajął 4. pozycję, a w Rajdzie Argentyny był piąty, dzięki skorzystaniu z systemu SupeRally po tym, jak będąc liderem nie ukończył pierwszego dnia rajdu. Z kolei w pierwszym w historii Mistrzostw Świata, Rajdzie Jordanii zajął 1. pozycję przed Hiszpanem Danielem Sordo i Australijczykiem Chrisem Atkinsonem.
Po Rajdzie Jordanii Hirvonen był drugi w Rajdzie Sardynii i trzeci w Rajdzie Grecji. Z kolei w Rajdzie Turcji Fin zwyciężył po raz drugi w sezonie będąc w klasyfikacji generalnej przed Latvalą i Loebem. Przed Rajdem Finlandii Hirvonen, podobnie jak przed Rajdem Szwecji, ponownie był stawiany w roli głównego faworyta do zwycięstwa. Główny rywal Fina do tytułu mistrza świata, Sébastien Loeb w całym rajdzie wygrał 15 odcinków specjalnych i utrzymał przewagę zdobytą w pierwszym dniu rajdu. Ostatecznie goniący go Hirvonen nie zdołał odrobić straty i zakończył rajd na 2. miejscu 9 sekund za Loebem. W Rajdzie Nowej Zelandii Fin prowadził do 16 odcinka specjalnego, jednak na 17 (przedostatnim) przebił oponę i spadł na 3. miejsce. Rajd ostatecznie wygrał Loeb, a drugie miejsce zajął inny kierowca Citroëna, Daniel Sordo.

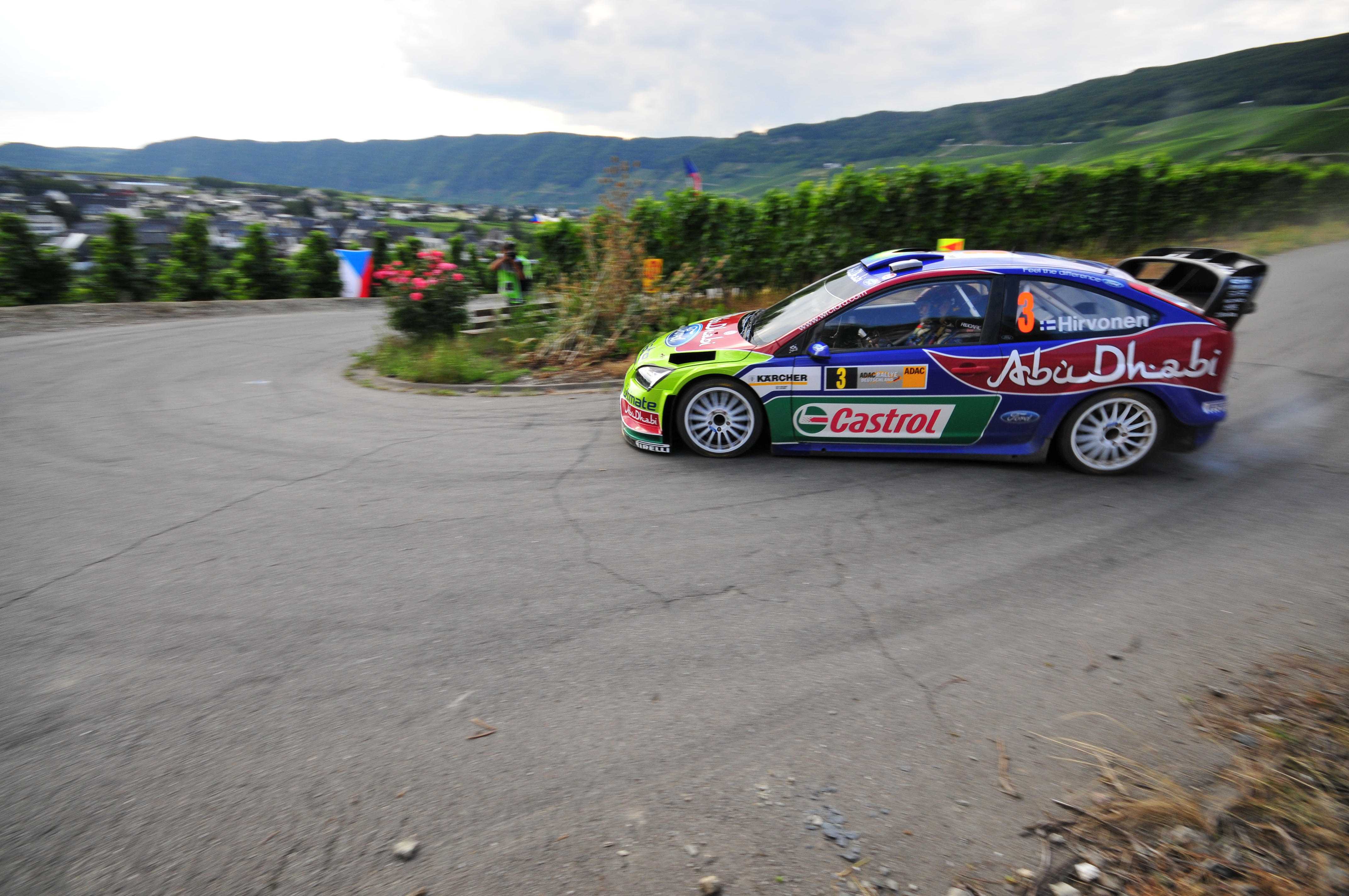
Mikko Hirvonen podczas Rajdu Niemiec w 2008 roku

W Rajdzie Katalonii Hirvonen był trzeci, a w Rajdzie Korsyki zajął 2. pozycję. Zwyciężył za to w Rajdzie Japonii, jednak Loeb dzięki zajęciu 3. miejsca wywalczył tytuł mistrza świata. Przed Rajdem Wielkiej Brytanii Hirvonen był już wicemistrzem świata, jednak walczył z ekipą Forda o fabryczne mistrzostwo globu z zespołem Citroëna. Na 5. odcinku specjalnym Fin dachował, przez co spadł na 44. pozycję. W drugim dniu rajdu odrobił jednak straty i ostatecznie zajął 8. pozycję, jednak zespół Forda nie zdołał sięgnąć po tytuł mistrzowski i ostatecznie zajął 2. pozycję w klasyfikacji. Hirvonen wraz z pilotem Lehtinenem stali się pierwszą załogą w historii Mistrzostw Świata, która zdobywała punkty we wszystkich rajdach sezonu.
Sezon 2009 Hirvonen rozpoczął od zajęcia 3. miejsca w Rajdzie Irlandii za dwoma kierowcami Citroëna, Loebem i Sordo. Następnie trzykrotnie z rzędu zajmował 2. pozycję: w Rajdzie Norwegii, Rajdzie Cypru i Rajdzie Portugalii. Dzięki 2. miejscu w portugalskim rajdzie ustanowił nową passę 22 kolejnych rajdów Mistrzostw Świata, w których zdobywał punkty. Poprzedni rekord należał do rodaka Hirvonena, Marcusa Grönholma. Passa ta zakończyła się podczas Rajdu Argentyny. Po 14 odcinkach specjalnych Hirvonen był drugi za Loebem, jednak następnie zrezygnował z dalszej jazdy z powodu awarii silnika. Z powodu nieukończenia rajdu, Loeb uzyskał 20-punktową przewagę w klasyfikacji generalnej Mistrzostw Świata.

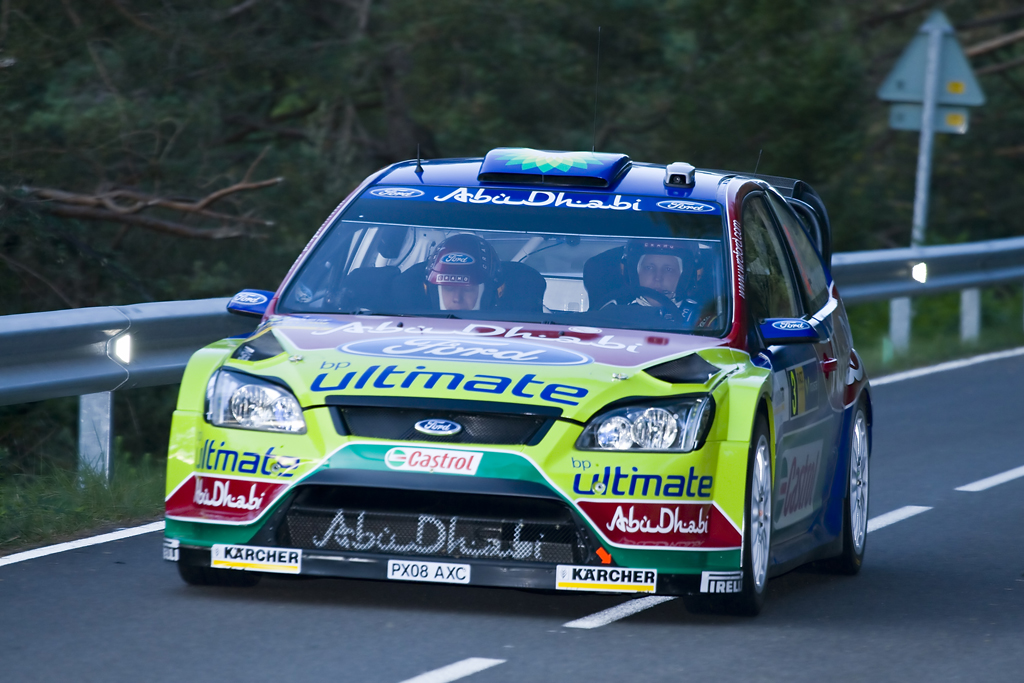
Mikko Hirvonen na odcinku specjalnym Rajdu Katalonii w 2008 roku

W Rajdzie Sardynii od startu do mety prowadził partner Hirvonena z zespołu Forda, Jari-Matti Latvala. Hirvonen zajął w nim 2. miejsce i odrobił punkty do Loeba, który z powodu przebicia opony zajął 4. miejsce w Rajdzie kończąc tym samym serię 5 kolejnych zwycięstw w Mistrzostwach Świata. Z kolei w Rajdzie Grecji Hirvonen odniósł swoje pierwsze zwycięstwo w sezonie, natomiast Loeb nie ukończył rajdu z powodu wypadku. Tym samym strata Fina do Francuza w klasyfikacji generalnej Mistrzostw Świata zmalała do 7 punktów. Także w czerwcowym Rajdzie Polski Loeb wypadł z trasy, jednak dzięki systemowi SupeRally zajął w nim ostatecznie 7. miejsce. Z kolei Hirvonen zwyciężył w rajdzie stając na podium przed Danielem Sordo i Henningiem Solbergiem i objął prowadzenie w klasyfikacji generalnej Mistrzostw Świata. Z kolei w Rajdzie Finlandii Hirvonen prowadził od drugiego do ostatniego odcinka specjalnego i po raz pierwszy w karierze zwyciężył w tej imprezie rajdowej. W Rajdzie Australii zwyciężył Loeb, a Hirvonen był drugi. Jednak po rajdzie wykryto nieprawidłowości w samochodach Citroëna i kierowców tego zespołu ukarano minutową karą. Loeba przesunięto tym samym na 2. pozycję i Hirvonen zwyciężył po raz czwarty z rzędu. Rajd Katalonii wygrał Francuz, a Hirvonen był trzeci. O tytule mistrza świata miał więc zadecydować ostatni rajd sezonu, Rajd Wielkiej Brytanii. Od startu do mety prowadził Loeb i to on został mistrzem świata, a Hirvonen w klasyfikacji generalnej rajdu zajął 2. pozycję. Dzięki temu wywalczył swoje drugie w karierze wicemistrzostwo świata (do Loeba stracił jeden punkt).

### 2010–2011

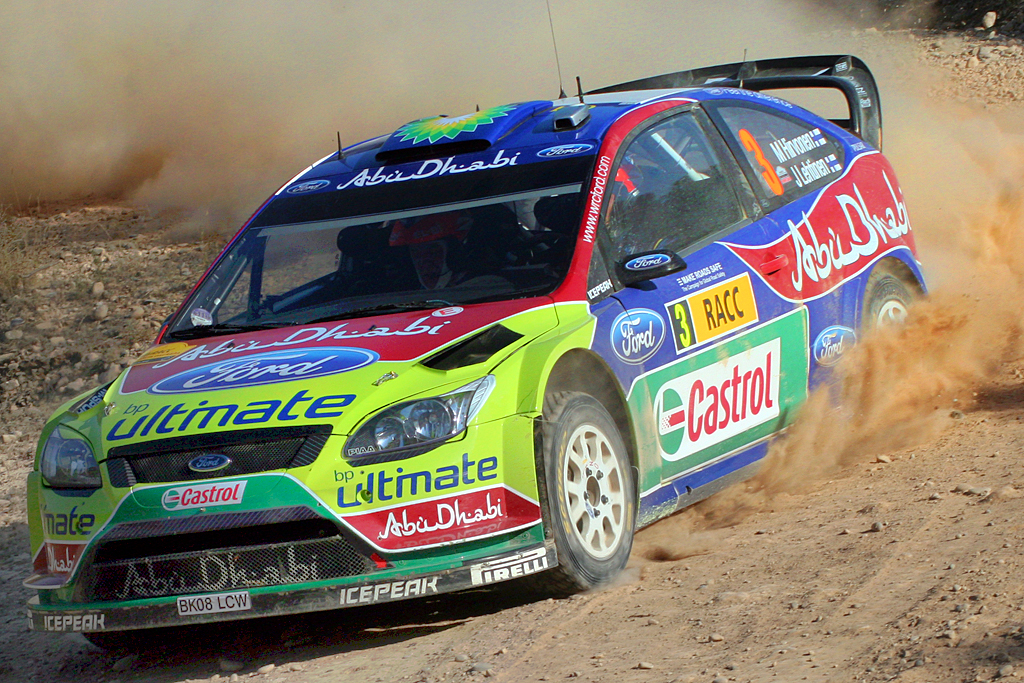
Załoga Hirvonen-Lehtinen w Fordzie Focusie WRC na trasie Rajdu Hiszpanii 2010

Sezon 2010 Hirvonen rozpoczął od zwycięstwa w Rajdzie Szwecji wygrywając ten rajd po raz pierwszy w swojej karierze. W Rajdzie Meksyku był czwarty, a na skutek wypadku i awarii zawieszenia ukończył Rajd Jordanii na 20. pozycji w klasyfikacji generalnej. W Rajdzie Turcji Hirvonen stanął na podium zajmując 3. miejsce, a w kolejnych dwóch rajdach 2010, Rajdzie Nowej Zelandii i Rajdzie Portugalii był czwarty. Do końca sezonu ani razu nie stanął na podium i ostatecznie zajął 6. pozycję w Mistrzostwach Świata.
W sezonie 2011 zespół Forda zaprezentował nowy samochód rajdowy, Forda Fiestę WRC. Sezon 2011 Hirvonen rozpoczął od drugiego zwycięstwa w Rajdzie Szwecji. Rajd ten ukończył jedynie 6,5 sekundy przed Norwegiem Madsem Østbergiem, który do ostatniego odcinka specjalnego walczył o pierwsze zwycięstwo w karierze. W marcowym Rajdzie Meksyku zajął 2. miejsce za Sébastienem Loebem. Dzięki zwycięstwu w Power Stage zdobył trzy dodatkowe punkty do klasyfikacji mistrzostw świata. W kolejnych dwóch rajdach, Rajdzie Portugalii i Rajdzie Jordanii był czwarty. W maju 2011 ponownie stanął na podium. Tym razem był drugi w Rajdzie Włoch. Przegrał z Loebem o 11,2 sekundy. Wygrał także Power Stage.

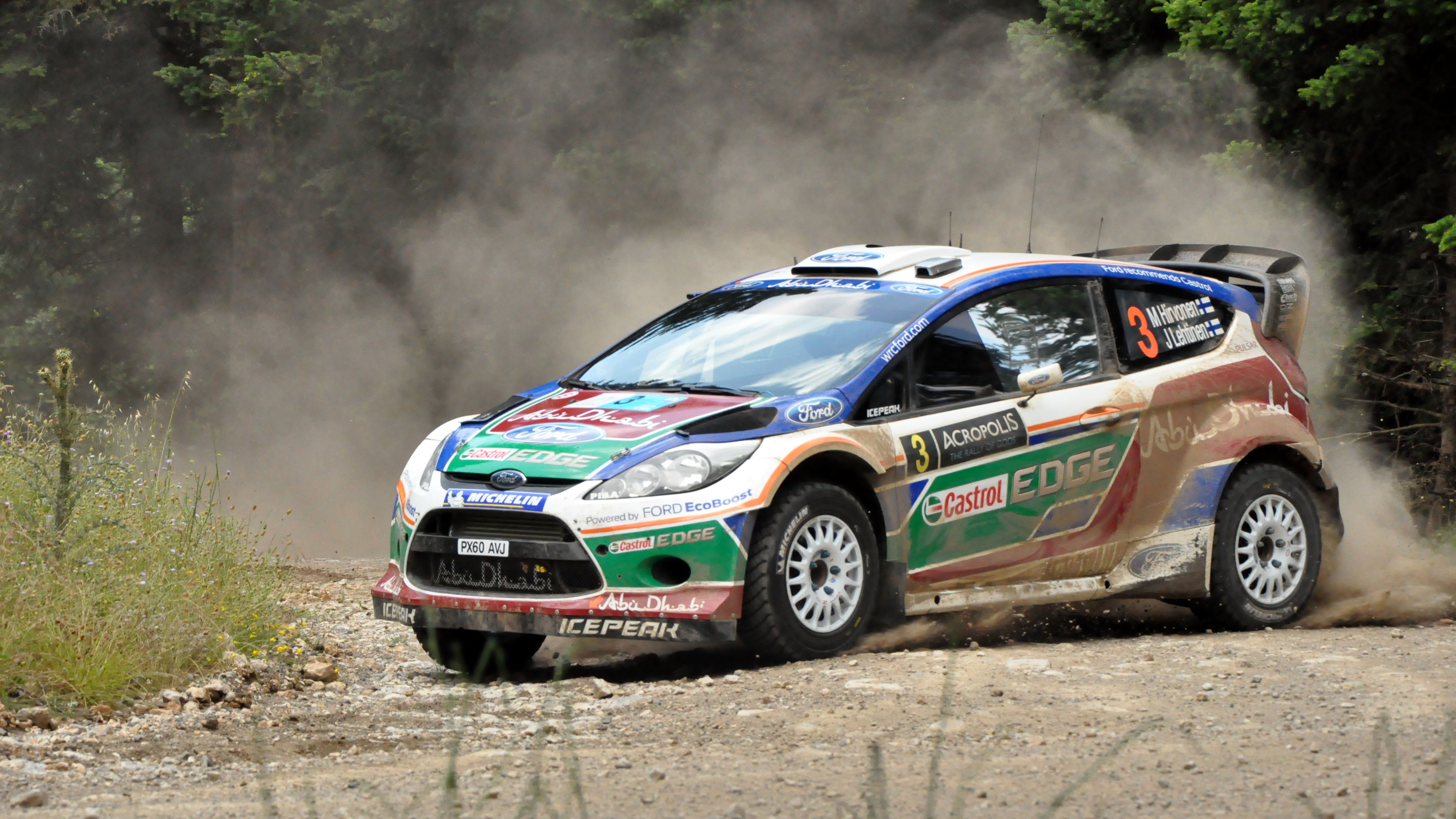
Mikko Hirvonen w Fordzie Fiesta RS WRC podczas Rajdu Grecji 2011

W majowym Rajdzie Argentyny Hirvonen znów walczył o zwycięstwo. Po przedostatnim, 18. odcinku specjalnym, był trzeci w klasyfikacji generalnej za Sébastienem Ogierem i Sébastienem Loebem. Ostatni, 19. odcinek, ukończył na drugiej pozycji i ostatecznie zajął 2. miejsce w klasyfikacji generalnej. Rajd wygrał Loeb, a Ogier spadł na trzecie miejsce. W Rajdzie Grecji Hirvonen zajął 3. miejsce za Ogierem i Loebem, a w kolejnych dwóch rajdach, Finlandii i Niemiec był czwarty. We wrześniowym Rajdzie Australii odniósł swoje 14. zwycięstwo w karierze. Jeszcze przed startem ostatniego dnia rajdu Hirvonen zajmował 2. miejsce ze stratą 22,7 sekundy do partnera z zespołu Forda, Jariego-Mattiego Latvali. Ostatecznie Latvala zwolnił umożliwiając zwycięstwo Hirvonenowi, który odrobił stratę punktową w klasyfikacji mistrzostw świata do lidera Loeba, dziesiątego w Australii. W Rajdzie Francji Hirvonen ponownie odrobił różnicę punktową do Loeba. Zajął w nim 3. miejsce, podczas gdy Loeb go nie ukończył. Jednak październikowy Rajd Katalonii wygrał Loeb, który przed ostatnim rajdem sezonu, powiększył przewagę do 8 punktów nad Hirvonenem (w Rajdzie Katalonii był drugi). Ostatniego rajdu, Rajdu Wielkiej Brytanii Hirvonen jednak nie ukończył. Podczas siódmego odcinka specjalnego uderzył przodem samochodu o pień drzewa, w efekcie czego uszkodzona została chłodnica, a następnie silnik. Uszkodzenia okazały się niemożliwe do naprawienia i Fin nie mógł wystartować w kolejnym dniu korzystając z systemu SupeRally. Oznaczało to jednocześnie, że mistrzem świata ponownie został Loeb.
16 listopada 2011, trzy dni po zakończeniu Rajdu Wielkiej Brytanii, zespół Citroën Total World Rally Team ogłosił, że rozwiązał obowiązujący jeszcze przez rok kontrakt z Sébastienem Ogierem, a na jego miejsce zatrudnił Hirvonena. Został tym samym partnerem Sébastiena Loeba.

### 2012–2013

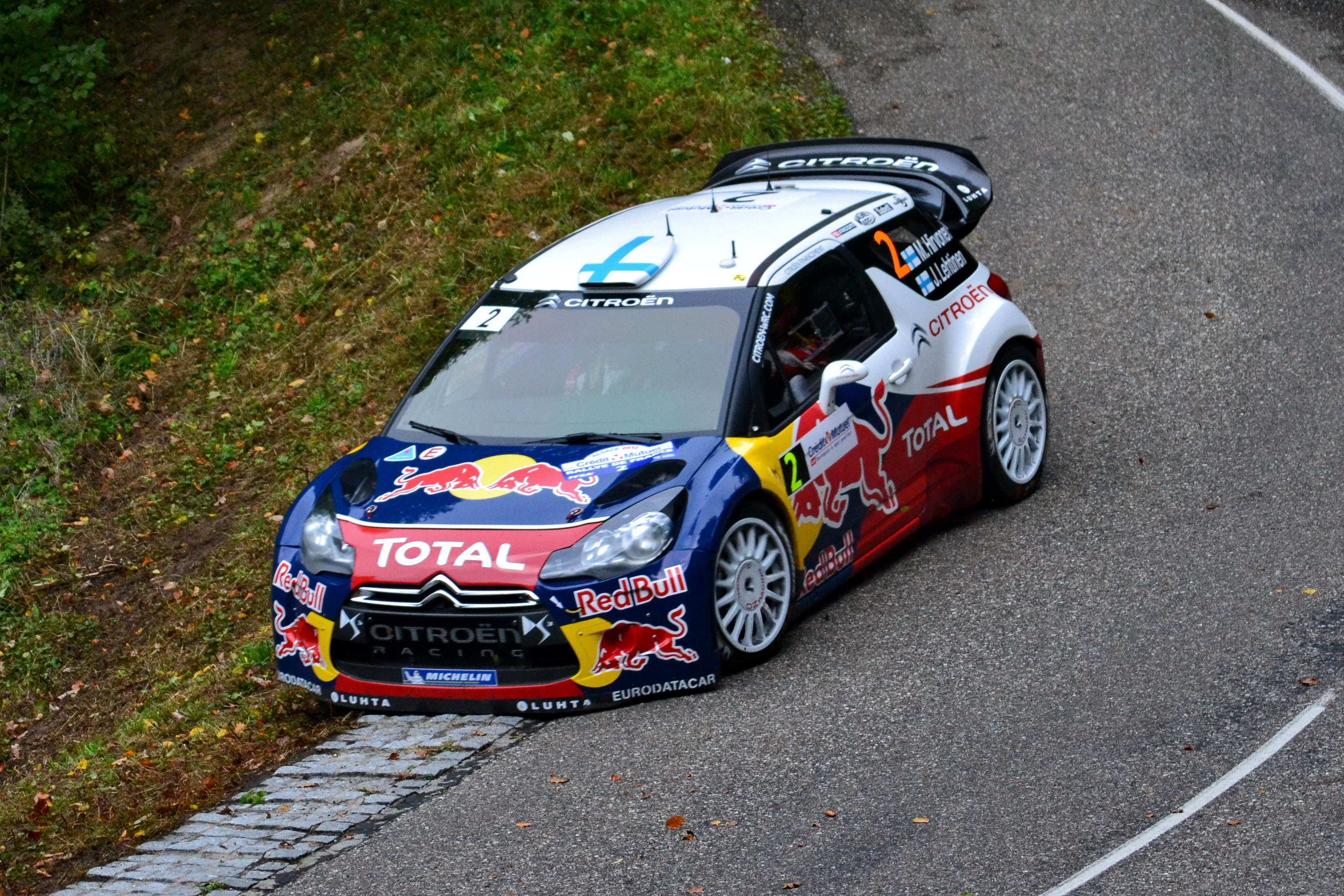
Mikko Hirvonen w Citroënie DS3 WRC na trasie Rajdu Francji 2012

Sezon 2012 Hirvonen rozpoczął od zajęcia 4. miejsca w Rajdzie Monte Carlo. W lutowym Rajdzie Szwecji po raz trzeci z rzędu stanął na podium. Zajął 2. miejsce przegrywając o 16,6 sekundy z rodakiem Jarim-Mattim Latvalą. W marcu wystąpił w Rajdzie Meksyku i zajął w nim drugie miejsce, przegrywając jedynie z Loebem. Na początku kwietnia Hirvonen zwyciężył w Rajdzie Portugalii. W kilka godzin po tym rajdzie komisja FIA zdyskwalifikowała Fina w związku z nieprzepisowymi elementami w jego samochodzie, takimi jak sprzęgło i koło w turbinie. Zwycięzcą rajdu został więc Norweg Mads Østberg. Zespół Citroëna złożył w tej sprawie odwołanie, jednak dyskwalifikacja fińskiego kierowcy została utrzymana. W kwietniowym Rajdzie Argentyny Hirvonen był drugi. Przegrał jedynie z Loebem. Podobna sytuacja miała miejsce w kolejnych trzech rajdach. Zarówno w Rajdzie Grecji, Rajdzie Nowej Zelandii, jak i Rajdzie Finlandii Hirvonen przyjeżdżał na metę jako drugi za Loebem. W Rajdzie Niemiec był trzeci, a w Rajdzie Wielkiej Brytanii piąty. W październikowym Rajdzie Sardynii Hirvonen objął prowadzenie po 3. odcinku specjalnym. Ostatecznie wygrał ten rajd z przewagą ponad minutę nad Rosjaninem Jewgienijem Nowikowem. Było to tym samym piętnaste w karierze zwycięstwo Fina. W ostatnim rajdzie sezonu, Rajdzie Hiszpanii, był trzeci za Loebem i Latvalą. Wywalczył tym samym swoje czwarte w karierze wicemistrzostwo świata.

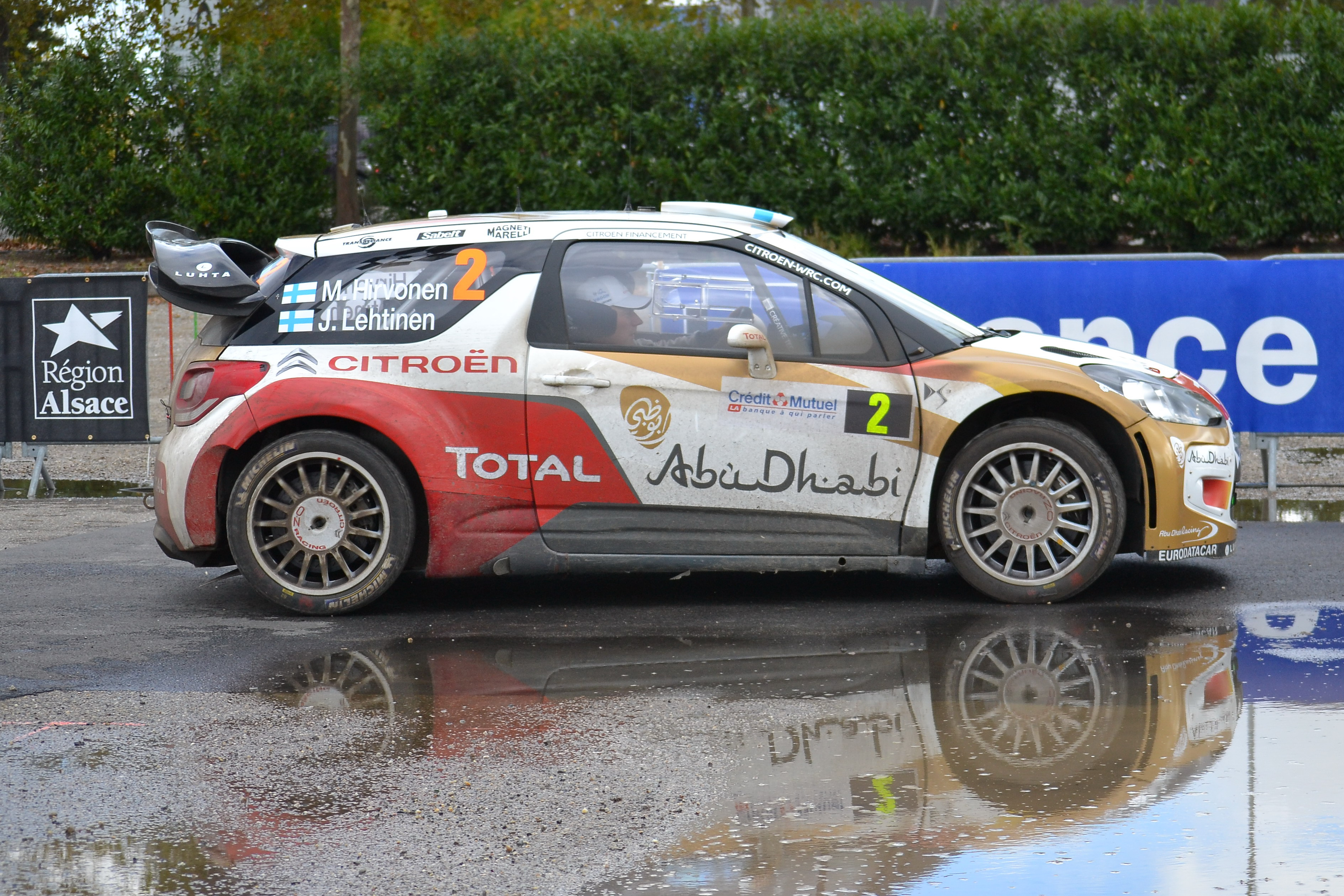
Mikko Hirvonen w Citroënie DS3 WRC w Rajdzie Francji 2013

Przed sezonem 2013 z zespołu Citroëna odszedł Sébastien Loeb. Hirvonen został więc mianowany liderem zespołu, a jego nowym partnerem został Hiszpan Daniel Sordo. W pierwszym rajdzie sezonu, Rajdzie Monte Carlo, Hirvonen zajął 4. miejsce. W lutowym Rajdzie Szwecji, na drugim odcinku specjalnym, Hirvonen wypadł z trasy, w miejscu w którym było jedynie dwóch kibiców zdolnych do wyciągnięcia samochodu ze śniegowej zaspy, w efekcie czego Fin stracił 24 minuty i spadł na ostatnią pozycję w rajdzie. Ostatecznie zajął 17. pozycję w szwedzkim rajdzie. W marcu, w Rajdzie Meksyku, Hirvonen był drugi. Dojechał do mety ze stratą ponad 3 minut do zwycięzcy, Sébastiena Ogiera. W Rajdzie Portugalii również był drugi i również przegrał z Ogierem. W kolejnych dwóch występach Hirvonen w ogóle nie stanął na podium. W Rajdzie Argentyny dojechał na 6. pozycji, a w Rajdzie Grecji był ósmy. W czerwcowym Rajdzie Sardynii od 1. odcinka specjalnego jechał na 2. pozycji, jednak na 10. odcinku wypadł z trasy. Uszkodzenia były na tyle poważne, że Fin nie powrócił do rywalizacji. W kolejnych sześciu rajdach sezonu 2013 Hirvonen trzykrotnie stawał na podium. Był trzeci w Rajdzie Niemiec, Rajdzie Australii i Rajdzie Hiszpanii. Sezon ukończył na 4. miejscu, przegrywając kolejno z Ogierem, Thierrym Neuville'm i Jarim-Mattim Latvalą.
W grudniu 2013 Hirvonen odszedł z zespołu Citroëna i przeszedł do zespołu M-Sport World Rally Team, dysponującym samochodem Ford Fiesta RS WRC. Wraz z Finem do M-Sport trafili również Elfyn Evans i Robert Kubica.

### 2014

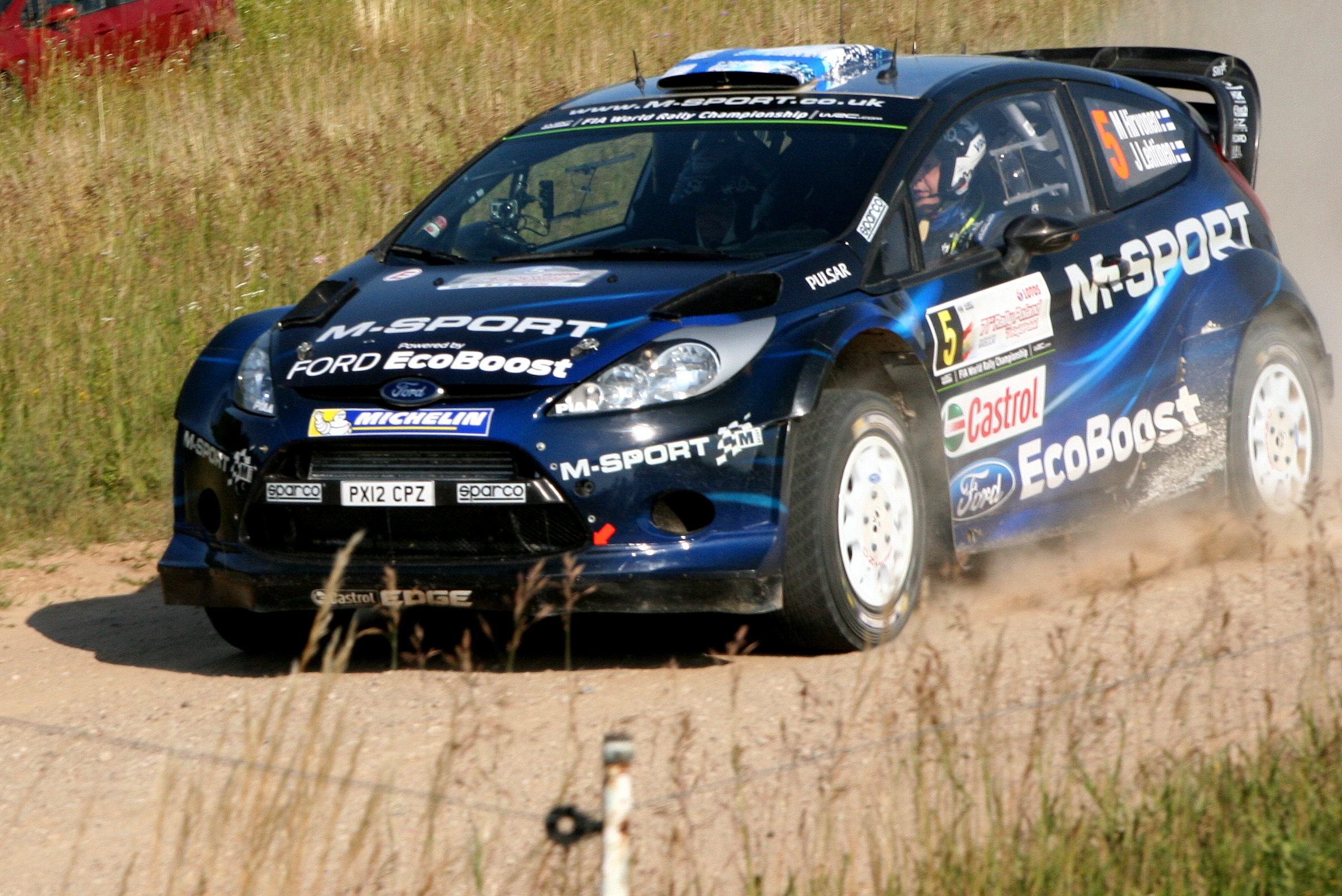
Mikko Hirvonen w Fordzie Fieście RS WRC na odcinku specjalnym Rajdu Polski 2014

Pierwszy rajd sezonu 2014, Rajd Monte Carlo, zakończył się dla Hirvonena rozczarowaniem. Zawodnik notował słabsze od czołówki czasy na odcinkach specjalnych, aż ostatecznie wycofał się z rywalizacji na 15. odcinku specjalnym z powodu awarii alternatora. W kolejnym rajdzie, lutowym Rajdzie Szwecji, najpierw jechał na 5. pozycji w klasyfikacji generalnej, a w drugim dniu imprezy awansował na 4. pozycję. Ostatecznie dojechał na niej do mety. W Rajdzie Meksyku Hirvonen jechał na 3. pozycji, jednak po pokonaniu linii mety 7. odcinka specjalnego, awarii w jego Fieście uległa elektryka, przez co Fin nie dotarł na czas na start kolejnego oesu. W związku z poniesionymi stratami czasowymi Hirvonen ukończył rajd na 8. pozycji. W czerwcowym Rajdzie Portugalii Hirvonen po raz pierwszy w sezonie stanął na podium. Zajął drugie miejsce tracąc do zwycięzcy Sébastiena Ogiera 43,2 sekundy. W Rajdzie Argentyny Hirvonen był dziewiąty w klasyfikacji generalnej. Powodem tej pozycji był wypadek na 2. odcinku specjalnym. Hirvonen uderzył w nasyp i uszkodził swojego Forda. Z kolei czerwcowego Rajdu Sardynii Hirvonen nie ukończył. Jego Ford Fiesta RS WRC doszczętnie spłonął na trasie odcinka dojazdowego do OS4. Kierowca i pilot Jarmo Lehtinen zdołali na czas opuścić palący się samochód. W kolejnych dwóch rajdach Hirvonen dojeżdżał poza podium. W Rajdzie Polski był czwarty, a w Rajdzie Finlandii piąty. Rajd Niemiec również zakończył na piątym miejscu. Na metę Rajdu Australii wjechał piąty, będąc najszybszym kierowcą forda, tak samo ukończył Rajd Francji. Rajd Hiszpanii zakończył na trzecim miejscu. Ostatni w karierze i w sezonie 2014 Rajd Wielkiej Brytanii ukończył tuż za mistrzem świata, dojeżdżając na drugim miejscu. Sezon 2014 ukończył jako 4. w kwalifikacji generalnej.

## Życie prywatne
Hirvonen mieszka wraz z rodziną w mieście Jyväskylä. Jest mężem Karoliiny z domu Kauppinen. Ma z nią dwóch synów: Roopego (ur. 2005) oraz Kaspera (ur. 2007). Ojciec Mikko, Juhani Hirvonen, także był kierowcą rajdowym i startował na rodzimych trasach w latach 70. i 80.. Ojciec Hirvonena jest także autorytetem Mikko, na którym zawodnik się wzoruje. Z kolei wśród rajdowców idolami Mikko są byli fińscy mistrzowie świata Markku Alén i Tommi Mäkinen. Hirvonen z wykształcenia jest mechanikiem samochodowym i w zawodzie tym pracował przez 3 lata, zanim został kierowcą rajdowym.

## Zwycięstwa w Mistrzostwach Świata

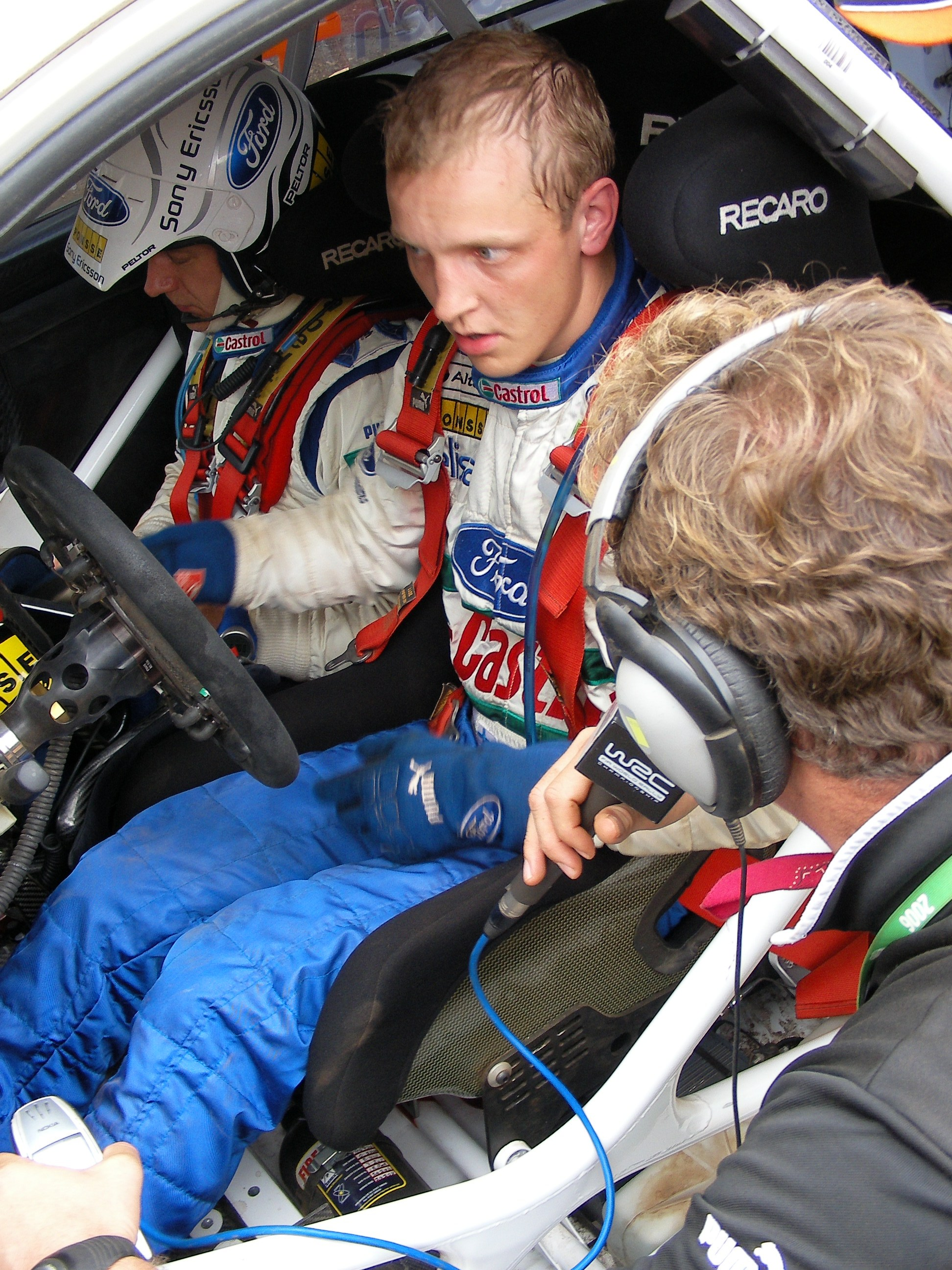
Hirvonen podczas Rajdu Australii 2006, pierwszego wygranego Rajdu MŚ w karierze

Stan na 21 października 2012.
| Nr | Rajd                   | Sezon | Pilot          | Samochód             |
| -- | ---------------------- | ----- | -------------- | -------------------- |
| 1  | Rajd Australii         | 2006  | Jarmo Lehtinen | Ford Focus RS WRC 06 |
| 2  | Rajd Norwegii          | 2007  | Jarmo Lehtinen | Ford Focus RS WRC 06 |
| 3  | Rajd Japonii           | 2007  | Jarmo Lehtinen | Ford Focus RS WRC 07 |
| 4  | Rajd Wielkiej Brytanii | 2007  | Jarmo Lehtinen | Ford Focus RS WRC 07 |
| 5  | Rajd Jordanii          | 2008  | Jarmo Lehtinen | Ford Focus RS WRC 07 |
| 6  | Rajd Turcji            | 2008  | Jarmo Lehtinen | Ford Focus RS WRC 08 |
| 7  | Rajd Japonii           | 2008  | Jarmo Lehtinen | Ford Focus RS WRC 08 |
| 8  | Rajd Grecji            | 2009  | Jarmo Lehtinen | Ford Focus RS WRC 09 |
| 9  | Rajd Polski            | 2009  | Jarmo Lehtinen | Ford Focus RS WRC 09 |
| 10 | Rajd Finlandii         | 2009  | Jarmo Lehtinen | Ford Focus RS WRC 09 |
| 11 | Rajd Australii         | 2009  | Jarmo Lehtinen | Ford Focus RS WRC 09 |
| 12 | Rajd Szwecji           | 2010  | Jarmo Lehtinen | Ford Focus RS WRC 09 |
| 13 | Rajd Szwecji           | 2011  | Jarmo Lehtinen | Ford Fiesta RS WRC   |
| 14 | Rajd Australii         | 2011  | Jarmo Lehtinen | Ford Fiesta RS WRC   |
| 15 | Rajd Sardynii          | 2012  | Jarmo Lehtinen | Citroën DS3 WRC      |

## Starty w rajdach WRC
| Sezon | Zespół                                                   | Samochód                              | 1      | 2       | 3       | 4             | 5    | 6         | 7      | 8     | 9         | 10     | 11     | 12              | 13        | 14      | 15 | 16        | Punkty | Miejsce |
| ----- | -------------------------------------------------------- | ------------------------------------- | ------ | ------- | ------- | ------------- | ---- | --------- | ------ | ----- | --------- | ------ | ------ | --------------- | --------- | ------- | -- | --------- | ------ | ------- |
| 2002  | Mikko Hirvonen                                           | Renault Clio S1600 Subaru Impreza WRC | Monako | Szwecja | Francja | Hiszpania     | Cypr | Argentyna | Grecja | Kenia | 21        | Niemcy | NU     | Nowa Zelandia   | Australia | NU      |    |           | 0      | -       |
| 2003  | Ford Motor Co                                            | Ford Focus WRC                        | NU     | 11      | NU      | 10            | 16   | NU        | 6      | 13    | NU        | 9      | NU     | 10              | 14        | NU      |    |           | 3      | 16.     |
| 2004  | 555 Subaru World Rally Team                              | Subaru Impreza WRC                    | NU     | 9       | 5       | 7             | 5    | NU        | 6      | 4     | NU        | 8      | 7      | 7               | NU        | 10      | 8  | 4         | 29     | 7.      |
| 2005  | Mikko Hirvonen BP Ford World Rally Team Škoda Motorsport | Ford Focus WRC Škoda Fabia WRC        | Monako | NU      | Meksyk  | Nowa Zelandia | NU   | Cypr      | Turcja | 5     | Argentyna | 5      | Niemcy | Wielka Brytania | NU        | Francja | 3  | Australia | 14     | 10.     |
| 2006  | BP Ford World Rally Team                                 | Ford Focus WRC                        | 7      | 12      | 14      | 9             | 4    | NU        | 2      | 3     | 9         | 3      | 3      | 3               | 2         | 1       | 2  | NU        | 65     | 3.      |
| 2007  | BP Ford World Rally Team                                 | Ford Focus WRC                        | 5      | 3       | 1       | 3             | 5    | 3         | 2      | 4     | 2         | 3      | 3      | 4               | 13        | 1       | 4  | 1         | 99     | 3.      |
| 2008  | BP Ford World Rally Team                                 | Ford Focus WRC                        | 2      | 2       | 4       | 5             | 1    | 2         | 3      | 1     | 2         | 4      | 3      | 3               | 2         | 1       | 8  |           | 103    | 2.      |
| 2009  | BP Ford World Rally Team                                 | Ford Focus WRC                        | 3      | 2       | 2       | 2             | NU   | 2         | 1      | 1     | 1         | 1      | 3      | 2               |           |         |    |           | 92     | 2.      |
| 2010  | BP Ford World Rally Team                                 | Ford Focus WRC                        | 1      | 4       | 20      | 3             | 4    | 4         | 5      | NU    | NU        | 6      | 5      | 5               | 4         |         |    |           | 126    | 6.      |
| 2011  | Ford Abu Dhabi World Rally Team                          | Ford Fiesta RS WRC                    | 1      | 2       | 4       | 4             | 2    | 2         | 3      | 4     | 4         | 1      | 3      | 2               | NU        |         |    |           | 214    | 2.      |
| 2012  | Citroën Total World Rally Team                           | Citroën DS3 WRC                       | 4      | 2       | 2       | DK            | 2    | 2         | 2      | 2     | 3         | 5      | 3      | 1               | 3         |         |    |           | 213    | 2.      |
| 2013  | Citroën Total Abu Dhabi WRT                              | Citroën DS3 WRC                       | 4      | 17      | 2       | 2             | 6    | 8         | NU     | 4     | 3         | 3      | 6      | 3               | NU        |         |    |           | 126    | 4.      |
| 2014  | M-Sport World Rally Team                                 | Ford Fiesta RS WRC                    | NU     | 4       | 8       | 2             | 9    | NU        | 4      | 5     | 5         | 5      | 5      | 3               | 2         |         |    |           | 126    | 4.      |